# Ramádí
Ramádí (arabsky: الرمادي, dříve psáno také jako Rumadiyah nebo Rumadiya) je město v centrální části Iráku, asi 110 km západně od Bagdádu a 50 km západně od Fallúdži. Je hlavním městem guvernorátu Anbár. Bylo založeno v roce 1869 v rámci Osmanské říše na řece Eufrat. V roce 2004 zde žilo asi 450 000 obyvatel, z nichž je kolem 90 % sunnitských Arabů.
Strategická poloha v úrodné oblasti řeky Eufrat a na silnici z Bagdádu na západ do Sýrie a Jordánska měla velký význam pro obchod, dopravu a tím i prosperitu města. Ve 20. století město zaznamenalo rychlý populační růst, kdy v roce 1956 mělo kolem 12 000 obyvatel a roku 1987 už přes 192 000 obyvatel. Zdejší osadu popsal britský cestovatel Francis Rawdon Chesney v roce 1836, když na parníku zkoumal splavnost Eufratu. Moderní město zde založil bagdádský guvernér Midhat Pasha (1822–1883). Sliboval si od něj lepší kontrolu místních kočovných kmenů. V červenci 1917 se město pokoušeli dobýt Britové, ale ztratili zde 566 vojáků a město zůstalo v rukou Turků. Při novém útoku o dva měsíce později již byli Turci vytlačeni. Britové nad městem krátce ztratili kontrolu v roce 1941, kdy zde měli základnu RAF.
V roce 1955 byla na Eufratu vybudována přehrada a kanálem bylo možno vodu z Eufratu odvádět do jezera Habbaniyah. Roku 1987 zde byla otevřena Anbárská univerzita.